# یواس‌اس دارلینگتون (۱۸۶۲)
یواس‌اس دارلینگتون (۱۸۶۲) (به انگلیسی: USS Darlington (1862)) یک کشتی بود که طول آن not known بود.